# Amerosporium congregatum
Amerosporium congregatum är en svampart som först beskrevs av Mordecai Cubitt Cooke, och fick sitt nu gällande namn av Pier Andrea Saccardo 1884. Amerosporium congregatum ingår i släktet Amerosporium och familjen Sclerotiniaceae.   Inga underarter finns listade i Catalogue of Life.